# Martin McDonagh
Martin Faranan McDonagh (n. 26 martie 1970, Londra, Anglia, Regatul Unit) este un dramaturg, regizor de film și scenarist anglo-irlandez. S-a născut și a crescut la Londra într-o familie de imigranți irlandezi. Este considerat una dintre figurile de frunte ale teatrului irlandez contemporan. Este cunoscut pentru umorul negru absurd din creațiile sale. A câștigat în carieră un premiu Oscar, patru premii BAFTA, trei premii Olivier și a avut cinci nominalizări la premiile Tony.
A regizat filmele In Bruges, Seven Psychopaths, Trei panouri publicitare lângă Ebbing, Missouri și Spiritele din Inisherin.

## Cariera
Martin este autorul a două trilogii dramatice, dar și autor de piese radiofonice. Piesele sale de teatru au fost jucate la Londra și pe Broadway, printre altele, și au primit diverse premii.
În 2004, McDonagh și-a făcut debutul în regie cu scurtmetrajul Six Shooter, cu Brendan Gleeson în rol principal. Pentru aceasta a primit Oscarul în 2006 la categoria Cel mai bun scurtmetraj. Doi ani mai târziu a regizat primul său lungmetraj, intitulat În Bruges. I-a distribuit din nou pe Gleeson și Colin Farrell în rolurile principale. McDonagh a scris și scenariul filmului, primind astfel premiul BAFTA pentru cel mai bun scenariu original precum și o nominalizare la Oscar.
A urmat, în 2012, Șapte psihopați și un câine, o comedie de acțiune cu Colin Farrell, Christopher Walken și Abbie Cornish, printre alții. McDonagh a fost, de asemenea, responsabil pentru scenariu.
Filmul său din 2017 Trei panouri publicitare lângă Ebbing, Missouri, cu Frances McDormand în rolul mamei unei fete ucise, a fost nominalizat la șapte premii Oscar, câștigând la două categorii.
În 2022, a primit o invitație de a concura la cea de-a 79-a ediție a Festivalului Internațional de Film de la Veneția cu al patrulea său lungmetraj, Spiritele din Inisherin, cu Colin Farrell și Brendan Gleeson în rolurile principale. Lucrarea se bazează pe o piesă nepublicată din Trilogia Insulelor Aran a lui McDonagh. La Veneția, McDonagh a câștigat premiul pentru scenariu, în timp ce Colin Farrell a primit premiul pentru actor. Filmul a primit numeroase alte premii, inclusiv trei premii Globul de Aur.

## Viața personală
Fratele său mai mare este regizorul John Michael McDonagh.
Începând din 2018, McDonagh este într-o relație cu actrița Phoebe Waller-Bridge. Este vegetarian.
McDonagh locuiește în Estul Londrei.